# キラーヒジア
キラーヒジア（KILLER HIGIA）とはタイトーのコンピューターゲーム『ダライアスII』に登場する架空の宇宙戦艦。

## 特徴
アジがモチーフで、名前を逆から読むと「アジヒーラキ」となり、同ゲームの一部ザコ敵のネーミングにも使われている何らかの名詞を反対にした形の呼び名をもつ唯一のボスキャラクターである。
名前の元となった「アジの開き」という言葉の通り、艦体を二つに展開し、体内の兵装を露出する機能を持っている。

## 能力
Cゾーンボスとして登場。アロイランタンを倒した後、その体内に入って対決する。
前方に3方向弾、上方と下方に4方向弾をそれぞれ放つ。よく見ると目が回転している。
一定量ダメージを与えると、一旦はやられたふりをして沈んでいくが、すぐに前述したように艦体を蝶番で繋げたまま上下に二つに展開した状態（呼称の由来でもある、ちょうどアジを頭ごと背開きしたような形態）で浮上し、4連大型ミサイルの発射を始める。
閉じていれば頭部しかダメージを与えられないが、展開した状態では全身が弱点になっている。破壊可能パーツはない。

## ダライアスツイン
スーパーファミコンの『ダライアスツイン』では、Aゾーンボスとして登場する。
口から破壊可能な5方向弾と破壊不可能な小型の3WAY弾と5WAY弾を撃って、背鰭と尻鰭からはホーミングミサイルを撃ってくる。弱点は頭部。
但し、このゲームではアーケード版のような二つに展開する機能はない。

## スーパーダライアスII
PCエンジン版『スーパーダライアスII』には、アーケード版からの純正ボスとして登場。
登場ゾーンも攻撃方法も同じだが、アロイランタンが中ボスにされたために、中に入って戦うことはない。
名前の英語表記が "KILLER HIJIA" に変わっている。

## ネホノジア （NEHONOGIA）
メガドライブ版『ダライアスII』の最終ゾーンXに登場する。
同ゲームではキラーヒジアがカットされた為にネホノジアが変わって出演。メガドライブ版オリジナルボスとなり、反対から読めば「アジノホネ」となるネーミングの付け方と、コードネームの魚類モデルも同じアジになっている。
最終ボスだけあって、キラーヒジアよりも遙かに強力な攻撃力を持っており、口から波動弾を連射し、体の一部を骨型ホーミングミサイルとして飛ばしてくる。時々、体を分離させて体当たりしてきたり、5方向弾も撃ってくる。
頭部のみが弱点で、体を再集結させる時には無防備となっている。

## その他の出演
『バブルシンフォニー』でのダライアスIIステージでキラーヒジアはヤマトと共に出演し、ゲーム同様、二つに開閉してミサイルを撃ってくる。
但し、原典同様ボスキャラであるヤマトと違い、ザコキャラになっている。

## 備考
キラーヒジアはダライアスIIでの公式発表前に『ゲーメスト』1987年7月号の読者投稿ページにて当時のダライアスの敵戦艦パロディネタとして「アジの開き型戦艦のイラスト」を投稿した読者がおり、掲載されている。そして後年発売されたゲーメストの増刊『ゲーメストアイランド黙示録』に再収録された1987年7月号のこのイラストに関して当時の担当編集者からのコメントとして「キラーヒジアの原型」と評されている。